# باساوانا جایانتی
باساوا جایانتی مهم‌ترین جشنوارهٔ لینگایات‌ها است. آن، نشانهٔ تولد باساوانا، مؤسس مقدس آیین لینگایات هست. این روز با شکوه بسیار و خشنودی، در سراسر ایالت کارناتاکا جشن گرفته می‌شود.
جایانتی باساوانا، یا باساوا جایانتی، سالگرد تولد متفکر قرن دوازدهم، مصلح اجتماعی، قدیس و معلم مذهبی، باساوشوارا ست. باساوانا به عنوان بنیانگذار فرقهٔ لینگایاتیسم یا لینگایات یا ویراشایویسم در نظر گرفته شده. او مسئول فراگیر کردن تغییرات اجتماعی در کارناتاکا و اطراف آن مناطق در حدود ۹۰۰ سال پیش بود.
یک انسان گرای واقعی، باساوشوارا برای تعالی محرومان و ستمدیدگان ایستاد و با شرهایی که به سنت ودایی برهمنی رخنه کرده بود جنگید. او موعظه کرد که تنها یک موجود عالی وجود دارد که شیوا ست و همه جاندار و بی جان، با هم برابر هستند.
فلسفه و آموزه‌های باساوشوارا درخواست جهانی و ارزش ابدی داشت و میلیون‌ها نفر از مردم را جذب کرد. برابری جنسی و عدالت اجتماعی، که در بسیاری از نقاط جهان در قرن دوازدهم بی‌سابقه بود، در سطح توده مردم جامعهٔ کانادا (زبان محلی ایالت کارناتاکا) توسط باساوانا باب شد.
او واچاناهای بسیاری نوشته که در زیر تعدادی از آن‌ها می‌آید:
غارت نکن، قتل نکن، هرگز حتی به دروغ، عصبانی نشو، در مورد دیگران فکر منفی نکن. از خودت تعریف نکن. دیگران را اذیت نکن. این اه احترام به خود است، این راهی برای دریافت احترام از جهان شمرده می‌شود. این راه تحت تأثیر قرار دادن پروردگار من کودالا سنگام دوا است.
ثروتمندان ممکن است برای شیوا معابدی بسازند. من، مرد فقیر، چه کاری باید انجام دهم؟ پاهای من ستون اند، بدنم، حرم است، سرم گنبد طلا. گوش کن، ای پروردگار کودال سنگاما دوا، هر چیز ایستاده‌ای، سقوط خواهد کرد. باید همیشه در حال حرکت بود.
مثال دیگری از واچانا اعلام شده توسط باساوانا… «کایاکاو کایلاسا» به معنی «کار عبادت است»